# Périmysium
Le périmysium est la gaine de tissu conjonctif qui regroupe les myocytes (fibres musculaires) en fascicules musculaires.
De sa surface partent des cloisons formant l'endomysium.

## Anatomie fonctionnelle
Le périmysium jouerait un rôle dans la transmission des mouvements musculaires contractiles latéraux. Cette hypothèse est fortement étayée par l'existence de plaques jonctionnelles périmysiales, dans les muscles fléchisseurs radiaux du carpe des ongulés